# Elevação pélvica

Elevação pélvica

A elevação pélvica (também conhecida como inclinação pélvica) é um exercício para fortalecer a região lombar, os músculos glúteo máximo e glúteo mínimo, os músculos abdominais inferiores e manter o equilíbrio muscular do quadril. Não requer pesos, embora possam ser colocados na altura do estômago.
A sua execução consiste na pessoa estar deitada de costas com os joelhos fletidos; levantar lentamente as nádegas e a pelve do chão o mais alto possível; Manter a posição; e repetir esta sequência.
O assoalho pélvico é uma ampla faixa de músculos, ligamentos e tecidos em forma de folha que se estendem do osso púbico na frente do corpo até a base da coluna vertebral nas costas. Ele é resistente ao alongamento e ao peso à medida que se recupera. No entanto, depois de carregar o peso por longos períodos, ele pode se alongar. Além disso, o peso no assoalho pélvico pode enfraquecer sua resistência e contribuir para a perda do shape ao longo do tempo. Por este motivo, os médicos podem recomendar elevações pélvicas para reduzir a dor lombar, melhorar a postura e melhorar o controle da bexiga.